# Рурк, Джози
Джози Рурк (англ. Josie Rourke, род. 3 сентября 1976, Солфорд, Большой Манчестер, Великобритания) — британский театральный и кинорежиссёр, бывший художественный руководитель лондонского театра Donmar Warehouse.

## Образование
Высшее образование Рурк получила в Кэмбридже, она изучала английский язык в женском колледже Нью Холл (теперь колледж Мюррей Эдвардс), где и начала ставить первые спектакли.
Окончив университет в 1998 году, она какое-то время работала в центре искусств Кэмбриджа, после чего переехала в Лондон. Спустя 9 месяцев после переезда она получила место помощника режиссёра в театре Donmar Warehouse, художественным руководителем которого в то время был Сэм Мендес.
За год стажировки Дзожи Рурк успела поработать ассистентом у таких режиссёров, как Сэм Мендес, Филлида Ллойд, Николас Хайтнер. По окончании этого срока Рурк самостоятельно поставила на сцене Donmar новую пьесу Кита Реддина Frame 312.

## Дальнейшая карьера
После этого в течение девяти лет Рурк ставила спектакли на различных сценах в Англии. Она была штатным режиссёром лондонского театра Ройал-Корт. Затем несколько лет была заместителем режиссёра комплекса театров в Шеффилде.
В 2008 году Рурк была назначена художественным руководителем театра Буш, который известен поддержкой начинающих авторов пьес. Вскоре после ее назначения театр попал под сокращение дотаций от Английского искусствоведческого совета. Рурк подала апелляцию и в результате раскрытых данных выяснила, что решение о сокращении дотаций было принято на основе некорректной информации. Финансирование было восстановлено, однако художественному руководителю пришлось искать новое место для театра. В 2011 году театр переехал в старое библиотечное здание и открыл свои двери 24-часовым марафоном под названием «66 книг» — цикл из 66 пьес при участии 144 актёров, который Рурк срежиссировала вместе с 22 своими коллегами.
В 2011 году она поставила «Много шума из ничего» в театре Уиндхемс с Дэвидом Теннантом и Кэтрин Тейт в главных ролях. Постановка была номинирована на Премию Лоренса Оливье.
В этом же году Джози Рурк была назначена художественным руководителем Donmar Warehouse, став таким образом первой женщиной на этом посту, а также первой женщиной на должности художественного руководителя крупного лондонского театра. За годы своего руководства Рурк поставила ряд успешных и признанных постановок, привлекая в них известных актёров. Среди них: «Кориолан» с Томом Хиддлстоном и Марком Гэтиссом, «Береника» с Энн-Мари Дафф и Стивеном Кэмпбелом Муром, «Город ангелов» (Премия Лоренса Оливье), «Частная жизнь» с Мишель Терри в роли самой Рурк, «Голосование» с Джуди Денч, «Опасные связи» с Джанет Мактир и Домиником Уэстом, «Святая Иоанна» с Джеммой Артертон, мюзикл «Комитет», который Рурк написала в соавторстве с актёром и певцом Хэдли Фрейзером, с которым она работала во многих спектаклях.
Три постановки Джози Рурк («Кориолан», «Опасные связи» и «Святая Иоанна») транслировались в кинотеатрах в рамках проекта «Национальный театр в прямом эфире». Спектакль «Голосование» был показан в прямом эфире на телеканале More4 непосредственно во время последних полутора часов голосования.
С 2012 года по 2016 год под руководством Рурк был реализован амбициозный проект Филлиды Ллойд: на специально построенной недалеко от вокзала Кингс-Кросс временной сцене были поставлены три пьесы Шекспира («Юлий Цезарь», «Генрих IV» и «Буря») труппой, состоящей исключительно из актрис.
В январе 2018 года Рурк и ее многолетний друг и продюсер Кейт Пакенем объявили о том, что оставят свои посты в Donmar Warehouse в 2019 году.

## Кинематограф
7 декабря 2018 года в США состоялась мировая премьера режиссёрского дебюта Джози Рурк. Фильм «Две королевы» рассказывает о противостоянии Марии Стюарт (в исполнении Сирши Ронан) и Елизаветы I (Марго Робби), в борьбе за английский престол. В Великобритании фильм появился на экранах 18 января 2019 года .